# Campeonato Paraense 2021
El Campeonato Paraense de Fútbol 2021 fue la 109.ª edición de la primera división de fútbol del estado de Pará. El torneo fue organizado por la Federação Paraense de Futebol (FPF). El torneo comenzó el 28 de febrero y finalizó el 23 de mayo. El ganador fue Paysandu, que venció en la final a su clásico rival, Tuna Luso, por 6 a 5 en el acumulado de goles, logrando así su título estadual número 49.

## Sistema de juego

### Primera fase
Los 12 equipos, son divididos en tres grupos de 4 cada uno. Cada club enfrenta a una sola rueda a todos los clubes de los otros dos grupos, haciendo así 8 fechas en total. Una vez terminada la primera fase, los dos primeros clasificados de cada grupo junto a los dos mejores terceros avanzan a los cuartos de final.
Los dos equipos con menor puntaje en la tabla combinada de los tres grupos descienden a la Segunda División.

### Segunda fase
- Cuartos de final: Los enfrentamientos se emparejan con respecto al puntaje de la primera fase, de la siguiente forma:
  - 1.º vs. 8.º
  - 2.º vs. 7.º
  - 3.º vs. 6.º
  - 4.º vs. 5.º

- Semifinales: Los enfrentamientos se jugarán de la siguiente forma:
  - (1.º vs. 8.º) vs. (4.º vs. 5.º)
  - (2.º vs. 7.º) vs. (3.º vs. 6.º)

- Definición por el tercer puesto: La disputan los dos perdedores de las semifinales.

- Final: La disputan los dos ganadores de las semifinales.

- Nota 1: En caso de empate en puntos y diferencia de goles en cualquier llave, se definirá en tanda de penales.
- Nota 2: Todas las llaves en esta fase se juegan a partidos de ida y vuelta.

### Clasificaciones
- Copa de Brasil 2022: Clasifican los dos finalistas del campeonato y el ganador de la definición por el tercer puesto.
- Copa Verde 2022: Clasifican los dos finalistas del campeonato.
- Serie D 2022: Clasifican los dos mejores equipos que no disputan ni la Serie A, Serie B (Remo) o Serie C (Paysandu).

## Equipos participantes
| Equipo           | Ciudad      | Estadio            | Capacidad | Posición 2020      | Títulos (último) |
| ---------------- | ----------- | ------------------ | --------- | ------------------ | ---------------- |
| Águia de Marabá  | Marabá      | Zinho de Oliveira  | 5000      | 6.º                | 0                |
| Bragantino       | Bragança    | Diogão             | 5000      | 5.º                | 0                |
| Carajás          | Belém       | Mamazão            | 5000      | 10.º               | 0                |
| Castanhal        | Castanhal   | Modelão            | 4000      | 3.º                | 0                |
| Gavião Kyikatejê | Marabá      | Zinho de Oliveira  | 5000      | 2.º (2.ª división) | 0                |
| Independente     | Tucuruí     | Navegantão         | 8200      | 8.º                | 1 (2011)         |
| Itupiranga       | Itupiranga  | Zinho de Oliveira  | 5000      | 7.º                | 0                |
| Itupiranga       | Itupiranga  | Arena Crocodilo    | 1000      | 7.º                | 0                |
| Paragominas      | Paragominas | Arena Verde        | 10 000    | 4.º                | 0                |
| Paysandu         | Belém       | Curuzu             | 16 200    | Campeón            | 48 (2020)        |
| Remo             | Belém       | Baenão             | 13 792    | 2.º                | 46 (2019)        |
| Tapajós          | Santarém    | Colosso do Tapajós | 8500      | 9.º                | 0                |
| Tuna Luso        | Belém       | Souza              | 6000      | 1.º (2.ª división) | 10 (1988)        |

| Crecimiento | Equipos provenientes del Campeonato Paraense de Segunda División 2020. |

## Primera fase

### Grupo A
| Pos. | Equipo           | Pts. | PJ | G | E | P | GF | GC | Dif. | Clasificación                  |
| ---- | ---------------- | ---- | -- | - | - | - | -- | -- | ---- | ------------------------------ |
| 1    | Paysandu         | 19   | 8  | 6 | 1 | 1 | 12 | 6  | +6   | Fase final.                    |
| 2    | Itupiranga       | 11   | 8  | 3 | 2 | 3 | 4  | 5  | −1   | Fase final.                    |
| 3    | Bragantino       | 8    | 8  | 1 | 5 | 2 | 15 | 16 | −1   | Fase final como mejor tercero. |
| 4    | Gavião Kyikatejê | 3    | 8  | 0 | 3 | 5 | 8  | 21 | −13  | Descenso de categoría.         |

Actualizado a los partidos jugados el 28 de abril de 2021.
 Fuente: 
Criterios de clasificación: 1) Puntos; 2) Partidos ganados; 3) Diferencia de gol; 4) Goles anotados; 5) Menor cantidad de tarjetas rojas; 6) Menor cantidad de tarjetas amarillas; 7) Sorteo.

### Grupo B
| Pos. | Equipo    | Pts. | PJ | G | E | P | GF | GC | Dif. | Clasificación          |
| ---- | --------- | ---- | -- | - | - | - | -- | -- | ---- | ---------------------- |
| 1    | Remo      | 20   | 8  | 6 | 2 | 0 | 18 | 9  | +9   | Fase final.            |
| 2    | Tuna Luso | 12   | 8  | 3 | 3 | 2 | 20 | 13 | +7   | Fase final.            |
| 3    | Tapajós   | 7    | 8  | 1 | 4 | 3 | 7  | 9  | −2   |                        |
| 4    | Carajás   | 5    | 8  | 1 | 2 | 5 | 5  | 11 | −6   | Descenso de categoría. |

Actualizado a los partidos jugados el 28 de abril de 2021.
 Fuente: 
Criterios de clasificación: 1) Puntos; 2) Partidos ganados; 3) Diferencia de gol; 4) Goles anotados; 5) Menor cantidad de tarjetas rojas; 6) Menor cantidad de tarjetas amarillas; 7) Sorteo.

### Grupo C
| Pos. | Equipo          | Pts. | PJ | G | E | P | GF | GC | Dif. | Clasificación                  |
| ---- | --------------- | ---- | -- | - | - | - | -- | -- | ---- | ------------------------------ |
| 1    | Independente    | 13   | 8  | 3 | 4 | 1 | 10 | 6  | +4   | Fase final.                    |
| 2    | Castanhal       | 11   | 8  | 2 | 5 | 1 | 11 | 9  | +2   | Fase final.                    |
| 3    | Águia de Marabá | 8    | 8  | 1 | 5 | 2 | 6  | 7  | −1   | Fase final como mejor tercero. |
| 4    | Paragominas     | 7    | 8  | 1 | 4 | 3 | 10 | 14 | −4   |                                |

Actualizado a los partidos jugados el 28 de abril de 2021.
 Fuente: 
Criterios de clasificación: 1) Puntos; 2) Partidos ganados; 3) Diferencia de gol; 4) Goles anotados; 5) Menor cantidad de tarjetas rojas; 6) Menor cantidad de tarjetas amarillas; 7) Sorteo.

### Mejores terceros
| Pos. | Equipo          | Pts. | PJ | G | E | P | GF | GC | Dif. | Clasificación |
| ---- | --------------- | ---- | -- | - | - | - | -- | -- | ---- | ------------- |
| 1    | Bragantino      | 8    | 8  | 1 | 5 | 2 | 15 | 16 | −1   | Fase final.   |
| 2    | Águia de Marabá | 8    | 8  | 1 | 5 | 2 | 6  | 7  | −1   | Fase final.   |
| 3    | Tapajós         | 7    | 8  | 1 | 4 | 3 | 7  | 9  | −2   |               |

Actualizado a los partidos jugados el 28 de abril de 2021.
 Fuente: 
Criterios de clasificación: 1) Puntos; 2) Partidos ganados; 3) Diferencia de gol; 4) Goles anotados; 5) Menor cantidad de tarjetas rojas; 6) Menor cantidad de tarjetas amarillas; 7) Sorteo.

### Fixture
- La hora de cada encuentro corresponde al huso horario correspondiente al Estado de Pará (UTC-3).

| Carajás         | 0 - 2 | Bragantino       | Mamazão           | 28 de febrero | 9:30  |
| Paysandu        | 1 - 1 | Castanhal        | Curuzu            | 28 de febrero | 10:30 |
| Independente    | 1 - 0 | Tapajós          | Navegantão        | 28 de febrero | 16:00 |
| Águia de Marabá | 3 - 2 | Tuna Luso        | Zinho de Oliveira | 28 de febrero | 16:00 |
| Itupiranga      | 1 - 3 | Paragominas      | Zinho de Oliveira | 1 de marzo    | 16:00 |
| Remo            | 4 - 1 | Gavião Kyikatejê | Baenão            | 1 de marzo    | 19:00 |

| Paragominas      | 0 - 2 | Paysandu        | Arena Verde       | 4 de marzo | 18:00 |
| Castanhal        | 1 - 0 | Itupiranga      | Modelão           | 5 de marzo | 10:00 |
| Bragantino       | 2 - 3 | Remo            | Diogão            | 5 de marzo | 15:00 |
| Tuna Luso        | 2 - 2 | Independente    | Souza             | 6 de marzo | 9:30  |
| Gavião Kyikatejê | 1 - 3 | Carajás         | Zinho de Oliveira | 6 de marzo | 16:00 |
| Tapajós          | 1 - 1 | Águia de Marabá | Mamazão           | 7 de marzo | 10:00 |

| Castanhal        | 1 - 1 | Tuna Luso       | Modelão           | 10 de marzo | 10:00 |
| Remo             | 1 - 0 | Itupiranga      | Baenão            | 11 de marzo | 17:00 |
| Bragantino       | 0 - 0 | Águia de Marabá | Diogão            | 14 de marzo | 9:30  |
| Paragominas      | 0 - 0 | Tapajós         | Arena Verde       | 14 de marzo | 10:00 |
| Carajás          | 1 - 2 | Paysandu        | Mamazão           | 14 de marzo | 10:30 |
| Gavião Kyikatejê | 0 - 2 | Independente    | Zinho de Oliveira | 14 de marzo | 16:00 |

| Independente    | 1 - 1 | Bragantino       | Navegantão        | 3 de abril | 9:30  |
| Tuna Luso       | 4 - 1 | Paragominas      | Souza             | 3 de abril | 10:00 |
| Paysandu        | 2 - 4 | Remo             | Curuzu            | 4 de abril | 17:00 |
| Tapajós         | 2 - 2 | Castanhal        | Mamazão           | 6 de abril | 10:00 |
| Águia de Marabá | 1 - 1 | Gavião Kyikatejê | Zinho de Oliveira | 6 de abril | 17:00 |
| Itupiranga      | 1 - 0 | Carajás          | Zinho de Oliveira | 7 de abril | 16:00 |

| Remo        | 2 - 2 | Independente     | Baenão            | 8 de abril  | 17:00 |
| Castanhal   | 1 - 1 | Bragantino       | Modelão           | 10 de abril | 15:00 |
| Paragominas | 1 - 1 | Gavião Kyikatejê | Arena Verde       | 11 de abril | 10:00 |
| Itupiranga  | 1 - 0 | Tapajós          | Zinho de Oliveira | 11 de abril | 16:00 |
| Carajás     | 0 - 0 | Águia de Marabá  | Mamazão           | 12 de abril | 10:00 |
| Paysandu    | 2 - 0 | Tuna Luso        | Curuzu            | 24 de abril | 17:00 |

| Tuna Luso        | 0 - 0 | Itupiranga  | Souza             | 16 de abril | 10:00 |
| Gavião Kyikatejê | 2 - 2 | Castanhal   | Zinho de Oliveira | 16 de abril | 15:30 |
| Independente     | 2 - 0 | Carajás     | Navegantão        | 16 de abril | 16:00 |
| Tapajós          | 0 - 1 | Paysandu    | Mamazão           | 17 de abril | 10:00 |
| Bragantino       | 4 - 4 | Paragominas | Diogão            | 18 de abril | 10:00 |
| Águia de Marabá  | 1 - 1 | Remo        | Zinho de Oliveira | 18 de abril | 16:00 |

| Independente     | 0 - 1 | Paysandu    | Navegantão        | 20 de abril | 16:00 |
| Gavião Kyikatejê | 1 - 6 | Tuna Luso   | Zinho de Oliveira | 20 de abril | 16:00 |
| Águia de Marabá  | 0 - 1 | Itupiranga  | Zinho de Oliveira | 21 de abril | 16:00 |
| Remo             | 2 - 1 | Castanhal   | Baenão            | 21 de abril | 17:00 |
| Carajás          | 1 - 1 | Paragominas | Mamazão           | 22 de abril | 10:00 |
| Bragantino       | 2 - 2 | Tapajós     | Diogão            | 22 de abril | 10:00 |

| Castanhal   | 2 - 0 | Carajás          | Modelão           | 28 de abril | 15:30 |
| Tuna Luso   | 5 - 3 | Bragantino       | Souza             | 28 de abril | 15:30 |
| Paragominas | 0 - 1 | Remo             | Arena Verde       | 28 de abril | 15:30 |
| Tapajós     | 2 - 1 | Gavião Kyikatejê | Mamazão           | 28 de abril | 15:30 |
| Paysandu    | 1 - 0 | Águia de Marabá  | Curuzu            | 28 de abril | 15:30 |
| Itupiranga  | 0 - 0 | Independente     | Zinho de Oliveira | 28 de abril | 15:30 |

## Fase final

#### Cuadro de desarrollo
|  | Cuartos de final | Cuartos de final | Cuartos de final | Cuartos de final | Cuartos de final |   |       | Semifinales    | Semifinales    | Semifinales    | Semifinales    | Semifinales    |  |   | Final           | Final           | Final           | Final           | Final           |  |
|  | 1 al 5 de mayo   | 1 al 5 de mayo   | 1 al 5 de mayo   | 1 al 5 de mayo   | 1 al 5 de mayo   |   |       | 9 y 12 de mayo | 9 y 12 de mayo | 9 y 12 de mayo | 9 y 12 de mayo | 9 y 12 de mayo |  |   | 16 y 23 de mayo | 16 y 23 de mayo | 16 y 23 de mayo | 16 y 23 de mayo | 16 y 23 de mayo |  |
|  |                  |                  |                  |                  |                  |   |       |                |                |                |                |                |  |   |                 |                 |                 |                 |                 |  |
|  |                  |                  |                  |                  |                  |   |       |                |                |                |                |                |  |   |                 |                 |                 |                 |                 |  |
|  | 2                | Paysandu         | 0                | 1                | 1                |   |       |                |                |                |                |                |  |   |                 |                 |                 |                 |                 |  |
|  | 2                | Paysandu         | 0                | 1                | 1                |   |       |                |                |                |                |                |  |   |                 |                 |                 |                 |                 |  |
|  | 7                | Bragantino       | 0                | 0                | 0                |   |       |                |                |                |                |                |  |   |                 |                 |                 |                 |                 |  |
|  | 7                | Bragantino       | 0                | 0                | 0                |   | 2     | Paysandu (p)   | 0              | 1              | 1 (4)          |                |  |   |                 |                 |                 |                 |                 |  |
|  |                  |                  |                  |                  |                  |   | 2     | Paysandu (p)   | 0              | 1              | 1 (4)          |                |  |   |                 |                 |                 |                 |                 |  |
|  |                  |                  | 6                | Castanhal        | 0                | 1 | 1 (2) |                |                |                |                |                |  |   |                 |                 |                 |                 |                 |  |
|  | 3                | Independente     | 6                | Castanhal        | 0                | 1 | 1 (2) | 1              | 1              | 2              |                |                |  |   |                 |                 |                 |                 |                 |  |
|  | 3                | Independente     |                  |                  |                  |   |       |                |                | 2              |                |                |  |   |                 |                 |                 |                 |                 |  |
|  | 6                | Castanhal        | 1                | 2                | 3                |   |       |                |                |                |                |                |  |   |                 |                 |                 |                 |                 |  |
|  | 6                | Castanhal        | 1                | 2                | 3                |   |       |                |                |                |                |                |  | 2 | Paysandu        | 2               | 4               | 6               |                 |  |
|  |                  |                  |                  |                  |                  |   |       |                |                |                |                |                |  | 2 | Paysandu        | 2               | 4               | 6               |                 |  |
|  |                  |                  | 4                | Tuna Luso        | 4                | 1 | 5     |                |                |                |                |                |  |   |                 |                 |                 |                 |                 |  |
|  | 1                | Remo             | 4                | Tuna Luso        | 4                | 1 | 5     | 3              | 1              | 4              |                |                |  |   |                 |                 |                 |                 |                 |  |
|  | 1                | Remo             |                  |                  |                  |   |       |                |                | 4              |                |                |  |   |                 |                 |                 |                 |                 |  |
|  | 8                | Águia de Marabá  | 1                | 0                | 1                |   |       |                |                |                |                |                |  |   |                 |                 |                 |                 |                 |  |
|  | 8                | Águia de Marabá  | 1                | 0                | 1                |   | 1     | Remo           | 1              | 1              | 2 (5)          |                |  |   |                 |                 |                 |                 |                 |  |
|  |                  |                  |                  |                  |                  |   | 1     | Remo           | 1              | 1              | 2 (5)          |                |  |   |                 |                 |                 |                 |                 |  |
|  |                  |                  | 4                | Tuna Luso (p)    | 1                | 1 | 2 (6) |                |                |                |                |                |  |   |                 |                 |                 |                 |                 |  |
|  | 4                | Tuna Luso        | 4                | Tuna Luso (p)    | 1                | 1 | 2 (6) | 3              | 0              | 3              |                |                |  |   |                 |                 |                 |                 |                 |  |
|  | 4                | Tuna Luso        |                  |                  |                  |   |       |                |                | 3              |                |                |  |   |                 |                 |                 |                 |                 |  |
|  | 5                | Itupiranga       | 0                | 1                | 1                |   |       |                |                |                |                |                |  |   |                 |                 |                 |                 |                 |  |
|  | 5                | Itupiranga       | 0                | 1                | 1                |   |       |                |                |                |                |                |  |   |                 |                 |                 |                 |                 |  |
|  |                  |                  |                  |                  |                  |   |       |                |                |                |                |                |  |   |                 |                 |                 |                 |                 |  |

|  | Tercer lugar |           |   |  |
|  | 15 de mayo   |           |   |  |
|  |              |           |   |  |
|  | 1            | Remo      | 3 |  |
|  | 1            | Remo      | 3 |  |
|  | 6            | Castanhal | 0 |  |
|  | 6            | Castanhal | 0 |  |

Nota: El equipo que ocupa la primera línea es el que define la serie como local.
| Bandera del estado de Pará |
| Campeón                    |
| Paysandu 49.° título       |

## Clasificación final
| Pos. | Equipo           | Pts. | PJ | G | E | P | GF | GC | Dif. | Clasificación                                        |
| ---- | ---------------- | ---- | -- | - | - | - | -- | -- | ---- | ---------------------------------------------------- |
| 1.°  | Paysandu (C)     | 28   | 14 | 8 | 4 | 2 | 20 | 12 | +8   | Copa de Brasil 2022 y Copa Verde 2022.               |
| 2.°  | Tuna Luso        | 20   | 14 | 5 | 5 | 4 | 30 | 22 | +8   | Copa de Brasil 2022, Copa Verde 2022 y Serie D 2022. |
| 3.°  | Remo             | 31   | 13 | 9 | 4 | 0 | 27 | 12 | +15  | Copa de Brasil 2022 y Copa Verde 2022.               |
| 4.°  | Castanhal        | 17   | 13 | 3 | 8 | 2 | 15 | 15 | 0    | Copa de Brasil 2022 y Serie D 2022.                  |
| 5.°  | Itupiranga       | 14   | 10 | 4 | 2 | 4 | 5  | 8  | −3   |                                                      |
| 6.°  | Independente     | 14   | 10 | 3 | 5 | 2 | 12 | 9  | +3   |                                                      |
| 7.°  | Bragantino       | 9    | 10 | 1 | 6 | 3 | 15 | 17 | −2   |                                                      |
| 8.°  | Águia de Marabá  | 8    | 10 | 1 | 5 | 4 | 7  | 11 | −4   |                                                      |
| 9.°  | Tapajós          | 7    | 8  | 1 | 4 | 3 | 7  | 9  | −2   |                                                      |
| 10.° | Paragominas      | 7    | 8  | 1 | 4 | 3 | 10 | 14 | −4   |                                                      |
| 11.° | Carajás          | 5    | 8  | 1 | 2 | 5 | 5  | 11 | −6   | Segunda División 2022.                               |
| 12.° | Gavião Kyikatejê | 3    | 8  | 0 | 3 | 5 | 8  | 21 | −13  | Segunda División 2022.                               |

Reglas de clasificación: 1) Puntos; 2) Partidos ganados; 3) Diferencia de gol; 4) Goles anotados; 5) Menor cantidad de tarjetas rojas; 6) Menor cantidad de tarjetas amarillas; 7) Sorteo.

Nota: Uno de los cupos de clasificación para la Serie D 2022 pasó a manos de Castanhal, debido a que Paysandu y Remo disputan la Serie C en 2022.